# Oltre il concerto
Oltre il concerto è un tour musicale tenuto da Claudio Baglioni nel 1992.
Il tour ha toccato ben 20 città italiane, molte delle quali registrarono il tutto esaurito e richiesero repliche, per un totale di 51 date realizzate in soli quattro mesi.  Fu un successo straordinario di pubblico, segnando il ritorno di Claudio Baglioni in tournée in tutta Italia dopo oltre cinque anni di assenza dai circuiti live itineranti.
La tournée attirò più di 700.000 spettatori complessivi ed è ricordata soprattutto per l’innovativa concezione scenica: un palco collocato al centro dell’arena, con una disposizione a 360 gradi che permetteva al pubblico di circondare interamente l’artista e di occupare tutto lo spazio che i palasport davano a disposizione. Questa soluzione, già introdotta con grande impatto nel concerto del 3 luglio 1991 allo Stadio Flaminio di Roma, venne adattata per la prima volta ai principali palasport italiani.
Per il suo enorme successo di affluenza e la portata culturale dell’evento, il tour fu premiato da TV Sorrisi e Canzoni come tour dell’anno.

## Descrizione
Il tour tocca i principali Palasport italiani, tutti sold out. Alcuni spezzoni delle prove della prima data del tour del 28 gennaio, a Firenze, vengono messi in onda sul programma televisivo Domenica in. La data di Milano del 23 febbraio venne messa in onda su italia 1 e poi mandati su Rai1 per lo speciale di Domenica in, dove il cantante è stato anche intervistato pochi istanti prima dell’inizio del concerto. 

Baglioni durante il tour

Un fatto particolare di quel tour fu l’introduzione, in quasi tutte le tappe, di un evento pomeridiano definito dallo stesso Baglioni “la trance pomeridiana”. Non si trattava di un anticipo del concerto serale, ma di un preludio speciale pensato per offrire un’alternativa a chi, per motivi di età, salute o logistica, non avrebbe potuto partecipare allo spettacolo principale delle 21:00, spesso sold out e caotico. 
Questi appuntamenti del pomeriggio, dalle 16:30 in poi, avevano la forma di mini-concerti ma anche di veri e propri seminari musicali. Giovani musicisti, provenienti soprattutto da scuole ad indirizzo orchestrale — in particolare archi, violini e strumenti di accompagnamento — si univano alla band di Baglioni per provare insieme, sperimentare arrangiamenti diversi e fondere stili, in un clima di condivisione e crescita musicale.
Il tour si conclude inizialmente il 23 maggio 1992, proprio nel giorno della strage di Capaci, un tragico evento che segnò profondamente il Paese. A causa di questo dramma e del successivo attentato di Via D’Amelio, in cui perse la vita il giudice Paolo Borsellino insieme alla sua scorta, la ripresa della tournée subì inevitabili ritardi.
In segno di rispetto e partecipazione civile, Claudio Baglioni partecipò a Giù la maschera, un concerto commemorativo tenutosi allo Stadio La Favorita di Palermo, dedicato alla memoria dei giudici Giovanni Falcone e Paolo Borsellino, simboli della lotta alla mafia caduti nel 1992.
La seconda parte del tour riprese soltanto il 21 luglio 1992, con una nuova veste e un nuovo titolo: Assieme sotto un cielo mago, a simboleggiare il proseguimento e al tempo stesso la trasformazione del percorso iniziato mesi prima, stavolta negli stadi all'aperto.
A testimonianza di entrambe le fasi della tournée, nel luglio del 1992 — proprio in concomitanza con le ultime date — venne pubblicato l’album live Assieme. Oltre il concerto, che raccoglie momenti significativi della prima parte del tour.

## Tappe
| Data             | Città           | Sede                |
| ---------------- | --------------- | ------------------- |
| 28 gennaio 1992  | Firenze         | Palasport           |
| 29 gennaio 1992  | Firenze         | Palasport           |
| 30 gennaio 1992  | Firenze         | Palasport           |
| 31 gennaio 1992  | Firenze         | Palasport           |
| 4 febbraio 1992  | Modena          | Palasport           |
| 5 febbraio 1992  | Modena          | Palasport           |
| 6 febbraio 1992  | Modena          | Palasport           |
| 11 febbraio 1992 | Treviso         | PalaVerde           |
| 12 febbraio 1992 | Treviso         | PalaVerde           |
| 15 febbraio 1992 | Torino          | Palasport           |
| 16 febbraio 1992 | Torino          | Palasport           |
| 17 febbraio 1992 | Torino          | Palasport           |
| 23 febbraio 1992 | Milano          | Mediolanum Forum    |
| 24 febbraio 1992 | Milano          | Mediolanum Forum    |
| 25 febbraio 1992 | Milano          | Mediolanum Forum    |
| 26 febbraio 1992 | Milano          | Mediolanum Forum    |
| 28 febbraio 1992 | Verona          | Palasport           |
| 29 febbraio 1992 | Verona          | Palasport           |
| 1º marzo 1992    | Verona          | Palasport           |
| 5 marzo 1992     | Perugia         | Palasport           |
| 6 marzo 1992     | Perugia         | Palasport           |
| 9 marzo 1992     | Genova          | Palasport           |
| 10 marzo 1992    | Genova          | Palasport           |
| 13 marzo 1992    | Caserta         | Palamaggiò          |
| 14 marzo 1992    | Caserta         | Palamaggiò          |
| 15 marzo 1992    | Caserta         | Palamaggiò          |
| 16 marzo 1992    | Caserta         | Palamaggiò          |
| 20 marzo 1992    | Roma            | Palazzo dello Sport |
| 21 marzo 1992    | Roma            | Palazzo dello Sport |
| 22 marzo 1992    | Roma            | Palazzo dello Sport |
| 23 marzo 1992    | Roma            | Palazzo dello Sport |
| 27 marzo 1992    | Marsala         | Palasport           |
| 28 marzo 1992    | Marsala         | Palasport           |
| 29 marzo 1992    | Marsala         | Palasport           |
| 31 marzo 1992    | Reggio Calabria | Palasport           |
| 3 aprile 1992    | Acireale        | Palasport           |
| 4 aprile 1992    | Acireale        | Palasport           |
| 3 maggio 1992    | Parma           | Palasport           |
| 4 maggio 1992    | Parma           | Palasport           |
| 7 maggio 1992    | Forlì           | PalaGalassi         |
| 8 maggio 1992    | Forlì           | PalaGalassi         |
| 9 maggio 1992    | Forlì           | PalaGalassi         |
| 11 maggio 1992   | Chieti          | Palasport           |
| 12 maggio 1992   | Chieti          | Palasport           |
| 14 maggio 1992   | Jesi            | Palasport           |
| 15 maggio 1992   | Jesi            | Palasport           |
| 18 maggio 1992   | Reggio Calabria | Palasport           |
| 20 maggio 1992   | Roma            | Palazzo dello Sport |
| 21 maggio 1992   | Firenze         | Palasport           |
| 22 maggio 1992   | Firenze         | Palasport           |
| 23 maggio 1992   | Firenze         | Palasport           |

## Formazione
- Claudio Baglioni - voce, pianoforte e chitarra
- Walter Savelli - pianoforte e tastiere
- Paolo Gianolio - chitarre
- Tony Levin - basso e contrabbasso
- Gavin Harrison - batteria e percussioni
- Steve Ferrone - batteria
- Susanna Parigi, Antonella Pepe - cori
- Solis String Quartet - archi